# Torrent Llevador
El Torrent Llevador és un torrent dels termes municipals de Bellver de Cerdanya i Isòvol, de la Baixa Cerdanya.
Neix a 1.364 m. alt. per la confluència del torrent de les Comes -oest- i el barranc del Port -est-, que s'ajunten al nord-oest de Bruguers i al sud-oest del Prat de la Tira, al sud del Serrat de les Comes. Des d'aquest lloc davalla cap al sud, Passa a ponent del poble de Cortàs, a la partida de les Feixes, on gira cap al sud-est un breu tram, per tornar a emprendre cap a migdia al cap de poc. S'aboca en el riu Duran al sud-oest dels Prats de la Vall.